# Београдска недеља моде
Београдска недеља моде (енгл. Belgrade fashion week) је модна ревија која се два пута годишње одржава у Београду. То је највећи догађај ове врсте у Србији. Привлачећи међународне купце и стручњаке из индустрије, ревија је помогла покретање каријера неколико модних дизајнера у Србији, као што су Џорџ Стилер, Ивана Пиља, Ана Љубинковић и Борис Николић. Британска дизајнерка Роксанда Илинчић, пореклом из Србије, редовно представља своје колекције на изложби од 2002. године. Италијанско издање магазина Вог описало је Београдску недељу моде као „најзанимљивију платформу на Балкану за дизајнере и купце”.

## Опште информације
Београдску недељу моде основао је 1996. године Ненад Радујевић, који је и директор фестивала. Прва недеља моде која се одржава у Источној Европи, подржана је од стране локалних медијских спонзорстава и компанија као што су Текстил дистрибутивни центар и фризерски салони Матрикс.  Београдска недеља моде одржава се два пута годишње, крајем октобра и у марту, и траје око две недеље.  Углавном се одржава у Белекспо центру, конференцијској сали смештеној на Новом Београду. Такође се одржава и у другим прострима за моду и уметност, укључујући просторије Музеја примењене уметности у Београду.
Примарни циљ догађаја је подржати домаће таленте и младе дизајнере промовишући их у Србији, али и широм света, такође са комбинацијом уметничких и комерцијалних аспеката моде. Ревија такође представља дизајнере из Хрватске, Словеније и Северне Македоније на конкурсу под називом Fashion Scout SEE, који оцењују европски стручњаци модне индустрије.
Београдска недеља моде садржи бројне активности које су везане за модну индустрију. Године 2006. студенти Универзитета уметности у Београду позвани су да представе своје радове. Године 2009. одржан је једнократни конкурс за дизајн униформи особља павиљона који су представљали Србију на „Експо 2010” у Шангају. Београдска недеља моде покренула је 2012. године пројекат „Зона 45” који је имао за циљ да представи најбоље дизајнере из околних земаља и даље развија модну сцену у региону. Године 2014. индијски дизајнер Маниш Арора био је специјални гост на изложби уз подршку Амбасаде Индије у Београду, Етихад ервејза и Ер Србије.
Такмичење Fashion Scout SEE представљено је 2017. године. Жири су били британска модна уредница Хилари Александар, италијански директор Академија костима Адријен Јакимов Роберт и Мерлин Робертс који је основао лондонску изложбу Fashion Scout . Победница такмичења била је српска дизајнерка Невена Ивановић, која је добила прилику да се појави на модној писти током Лондонске недеље моде и представи своје радове купцима из Велике Британије, читаве Европе, Азије и Сједињених Америчких Држава.
Године 2017. Београдска недеља моде представила је BFW Choice, нови концепт у продаји који подржава локалне дизајнере преко продавница. На Београдској недељи моде 2018. године одржана је посебна ревија на којој су учествовали локални дизајнери чије је одевне линије купила српска робна кућа Мартини Весто. Српска поп певачица Ана Станић наступила је током ревије носећи један од споменутих дизајна. У 2018. години неколико дизајнера са београдске ревије профилисало се на Лондонској недељи моде, у оквиру догађаја под називом „Fashion Week Showcase”. Поред тога, српска дизајнерка женске одеће Ана Љубинковић представила је своју колекцију на лондонском такмичењу Ones to Watch.
На Београдској недељи моде 2018. године одата је почаст српском дизајнеру и оснивачу модне ревије Борису Николићу, који је преминуо десет година раније. Једна од награда је именована у његову част.

## Награде
Следеће награде се додељују на свакој Београдској недељи моде:
- Награда Борис Николић
- Специјална награда Београдске недеље моде
- Награда Базар за најбољу колекцију
- Награда за стил личности
- Награда за младог текстилног дизајнера
- Најбољи модел Београдске недеље моде
- Најбољи женски модел Београске недеље моде
- Награда Лепота и здравље за најбољу шминку
- Награда Лепота и здравље за најбољу фризуру
- Награда мазагина Wannabe за најбољу дигиталну презентацију
- Награда Insta Shot за најбољег младог фотографа
- Глориа глам награда

## Српски дизајнери
- Роксанда Илинчић
- Александра Лалић
- Ивана Пиља
- Ана Љубинковић
- Невена Ивановић
- Евица Милованов Пенезић
- Борис Николић
- Инес Јанковић
- Соња Јоцић
- Маријана Матеус
- Бојана Сенталер
- Ана Крас
- Џорџ Стилер
- Зоран Ладицорбић
- Даниел Восовић
- Горјана Рејдел
- Јелена Бехренд
- Ана Рајцевић
- Мелина Џиновић
- Александар Протић
- Ана Шекуларац
- Верица Ракочевић
- Ивана Серт
- Михаило Анушић
- Бата Спасојевић
- Звонко Марковић